# 李天然 (明朝)
李天然（1495年—？），字一中，河南河南府洛陽縣人，民籍，明朝政治人物。

## 生平
嘉靖元年（1522年）壬午科河南鄉試第四十八名舉人。嘉靖十四年（1535年）中式乙未科會試第一百四十一名，登第三甲第一百九十八名進士。授行人司行，升司正，官至郎中。

## 家族
曾祖李貴；祖父李英；父李漳，母張氏。永感下。